# Neureichenau
Neureichenau è un comune tedesco di 4 445 abitanti, situato nel land della Baviera.